# Ludwig Martini
Ludwig Sebastian Martini (* 21. Januar 1805 in Biberach an der Riß; † 4. April 1878 in Augsburg) war ein deutscher Chirurg.

## Leben
Ludwig Sebastian Martini wurde als Sohn des Arztes Joseph Xaver Alexius Martini geboren. Seine Brüder Karl Martini, Eberhard Karl Martini,  Ferdinand Martini und Clemens Martini erlangten ebenfalls Bekanntheit. Martini wurde zunächst von seinem Vater unterrichtet und bezog dann die Eberhard Karls Universität Tübingen. Am 22. Mai 1823 wurde er Mitglied des Corps Allemannia. Im Wintersemester 1823/24 schloss er sich auch dem Corps Suevia II an. Dort erhielt er 1826 den Doktorgrad sowie den chirurgischen Preis. Die folgenden zwei Jahre verbrachte er in Wien, wo er Vorlesungen und auch Arztkliniken besuchte. Von da an hatte er in seiner Heimatstadt viele Jahre lang die Stelle des Hospitalarztes sowie des Oberamtswundarztes inne. Er schloss 1870 seine Arztpraxis und zog nach Augsburg, weil dort seine Verwandten lebten. Dort verstarb er zwei Jahre nach seinem fünfzigjährigen Doktorjubiläum.

## Werke
- Die Unfruchtbarkeit des Weibes (Erlangen 1874)
- Die Anschwellungen und Verhärtungen der Gebärmutter sind nicht unheilbar (Augsburg 1876)